# Anna Bernhardine Eckstein

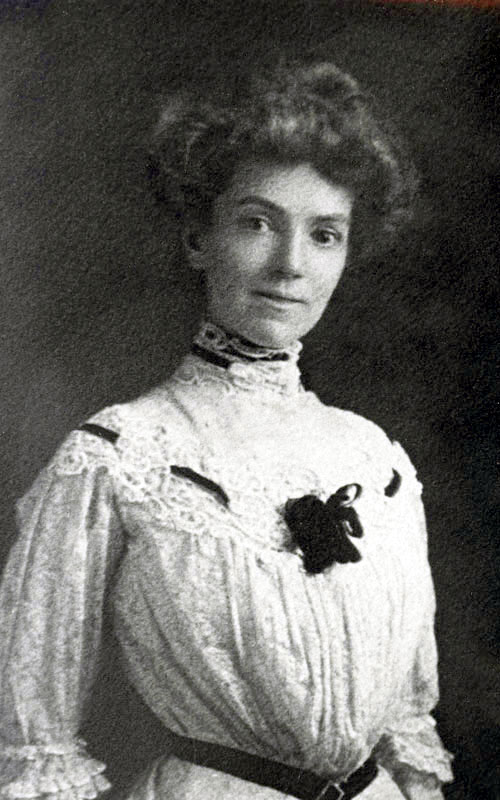
Anna B. Eckstein (1907)

Anna Bernhardine Eckstein (* 14. Juni 1868 in Coburg; † 16. Oktober 1947 ebenda) war eine deutsche Lehrerin und Pazifistin von internationaler Bedeutung. Sie war im Jahr 1913 für den Friedensnobelpreis im Gespräch; heute trägt die Grundschule in Meeder im Landkreis Coburg ihren Namen.

## Leben
Anna B. Eckstein wurde am 14. Juni 1868 in Coburg als Tochter des bei der Werra-Eisenbahn-Gesellschaft beschäftigten Portiers und Hilfstelegrafisten Johann Nikolaus Eckstein und seiner Frau Anna Barbara, geborene Götz, geboren. Sie hatte zwei Geschwister, einen jüngeren Bruder Ernst und eine ältere Schwester Antonie (Toni), die seit Geburt schwerstbehindert war. Zwischen 1874 und 1882 besuchte sie in Coburg die Mädchenschule. Eine „höhere Unterrichtsanstalt für Mädchen“ wie die Alexandrinenschule blieb ihr aus finanziellen Gründen verschlossen. Gefördert wurde sie von ihrer Lehrerin Ottilie Frese und lernte Englisch und Französisch mit dem Ziel, selbst Lehrerin zu werden.
Als Sechzehnjährige verließ Eckstein im September 1884 Deutschland. Sie reiste nach New York zu Verwandten. Grund der Auswanderung war wohl eine „nicht standesgemäße Beziehung“ zu einem adeligen Herrn, vielleicht auch die Möglichkeit, in Amerika Lehrerin zu werden. Nach mehreren Stellen als Kindermädchen und Lehrerin war sie vom Dezember 1887 bis Oktober 1893 bei dem aus Deutschland eingewanderten jüdischen Geschäftsmann Godfrey Mannheimer als Privatlehrerin für dessen Tochter Mamie angestellt. In dieser Zeit konnte sie mit der Familie Mannheimer dreimal nach Deutschland reisen. Im Jahre 1894 zog Eckstein nach Boston, wo sie mit der Schriftstellerin Martha („Mattie“) Griffith Browne zusammen lebte. Eckstein erteilte Sprachunterricht an der Modern School of Languages and Literature und wurde 1897 Leiterin und Besitzerin dieser Schule. 
Eckstein kam 1898 kam mit der amerikanischen Friedensbewegung in Kontakt und trat, von den Ergebnissen der Ersten Haager Friedenskonferenz 1899 enttäuscht, in die amerikanische Friedensgesellschaft American Peace Society ein, deren Vizepräsidentin sie von 1905 bis 1911 war. Um Interesse für die 1907 einberufene Zweite Haager Friedenskonferenz zu wecken, verfasste sie einen kurzen Text, der ein „Generelles Schiedsgerichtsverfahren“ bei internationalen Konflikten forderte. Sie organisierte Vortragsabende. Über eine Million US-Bürger unterschrieben, auch Zehntausende Deutsche und Briten schlossen sich an. Sie überreichte am 4. Juli, dem amerikanischen Unabhängigkeitstag, die Unterschriftensammlung dem russischen Fürsten Alexander Iwanowitsch Nelidow, dem Vorsitzenden der Konferenz.
Nach dem mageren Ergebnis der Zweiten Haager Konferenz – z. B. kam es zu keinem Resultat bezüglich einer obligatorischen  Schiedsgerichtsbarkeit –, organisierte Eckstein auf eigene Kosten die „Weltpetition zur Verhütung des Krieges zwischen den Staaten“. Bezwecken sollte die Weltpetition dreierlei, erstens den Kernpunkt des Problems der Friedenssicherung – Definition und völkerrechtlichen Schutz der nationalen Lebensinteressen – in den Vordergrund des allgemeinen Interesses rücken, zweitens ein Propagandamittel unter allen politischen Parteien und Religionen, Gesellschaftsklassen und Ständen aller Staaten sein und drittens auf der Dritten Haager Friedenskonferenz eine Art Volksvertretung bilden: Meinung und Willen der vielen Millionen Regierten sollten bei den gemeinsamen Beratungen und Beschlüssen der Regierenden ins Gewicht fallen.
Mit Unterstützung des amerikanischen Schulbuchverlegers Edwin Ginn bereiste Eckstein Kanada und anschließend Europa. Coburg wurde 1909 wieder ihr Wohnsitz. Bis Anfang des Jahres 1913 hielt Eckstein in Dänemark, Deutschland, der Schweiz, Österreich-Ungarn, Schweden, England, Schottland, Wales, Irland, Belgien, den Niederlanden und Frankreich Vorträge; meist trug sie dabei ein weißes Friedenskleid. Außerdem gewann sie Unterstützer in Italien, Norwegen, Algerien, Australien, Neuseeland, sowie in Japan und China. Sie pflegte eine umfangreiche Korrespondenz. Sie arbeitete u. a. mit Bertha von Suttner, Alfred Hermann Fried, Ludwig Quidde oder Jean Jaurès zusammen. Sie erfuhr aber auch Widerspruch, insbesondere in Frankreich und Deutschland. Die internationale Bedeutung Ecksteins zeigt sich in ihrer Nominierung für den Friedensnobelpreis im Jahr 1913. Eckstein ist die einzige Frau unter insgesamt 15 Vorschlägen, die zwischen 1901 und 1918 Menschen aus dem Deutschen Reich betreffen.
Im Ersten Weltkrieg schrieb  Eckstein für die „Zeitschrift für internationales Recht“ des Kieler Völkerrechtlers Theodor Niemeyer. Auf seine Anregung hin verfasste sie am Kriegsende das Buch „Der Staatenschutzvertrag“.
Nach dem Ersten Weltkrieg arbeitete Eckstein in der „Deutschen Liga für den Völkerbund“ mit und gründete in Coburg, Lichtenfels und Hildburghausen Bezirksvereine der Liga. Sie engagierte sich für den Anschluss Coburgs an Bayern und kämpfte gegen den gerade in Coburg rasch aufkommenden Nationalsozialismus. Sie beteiligte sich in Coburg an den Gründungen des Ortsvereins der Deutschen Demokratischen Partei, an der Volkshochschule, am Heimatverein, an der Gesellschaft für Literatur und Musik und engagierte sich in der evangelischen Kirche. Sie war Synodalin und Coburger Delegierte beim Deutschen Evangelischen Kirchentag. Sie organisierte in der Nachkriegs- und Inflationszeit Hilfslieferungen aus den USA und gab Unterricht in Englisch und Französisch. Sie pflegte ihre behinderte Schwester Toni, verstorben 1923, und später ihre Mutter, verstorben 1926.
Am 16. März 1933 reiste Eckstein in die Schweiz und blieb dort bis zum 29. September. Über die anschließende Zeit gibt es kaum Informationen. Eine Veröffentlichung ihrer Druckschrift „Der Wille zur harmonisierenden Macht“ untersagte 1942 die Zensur des NS-Regimes.
Am 16. Oktober 1947 starb sie in ihrer Wohnung am Schillerplatz 4 in Coburg.

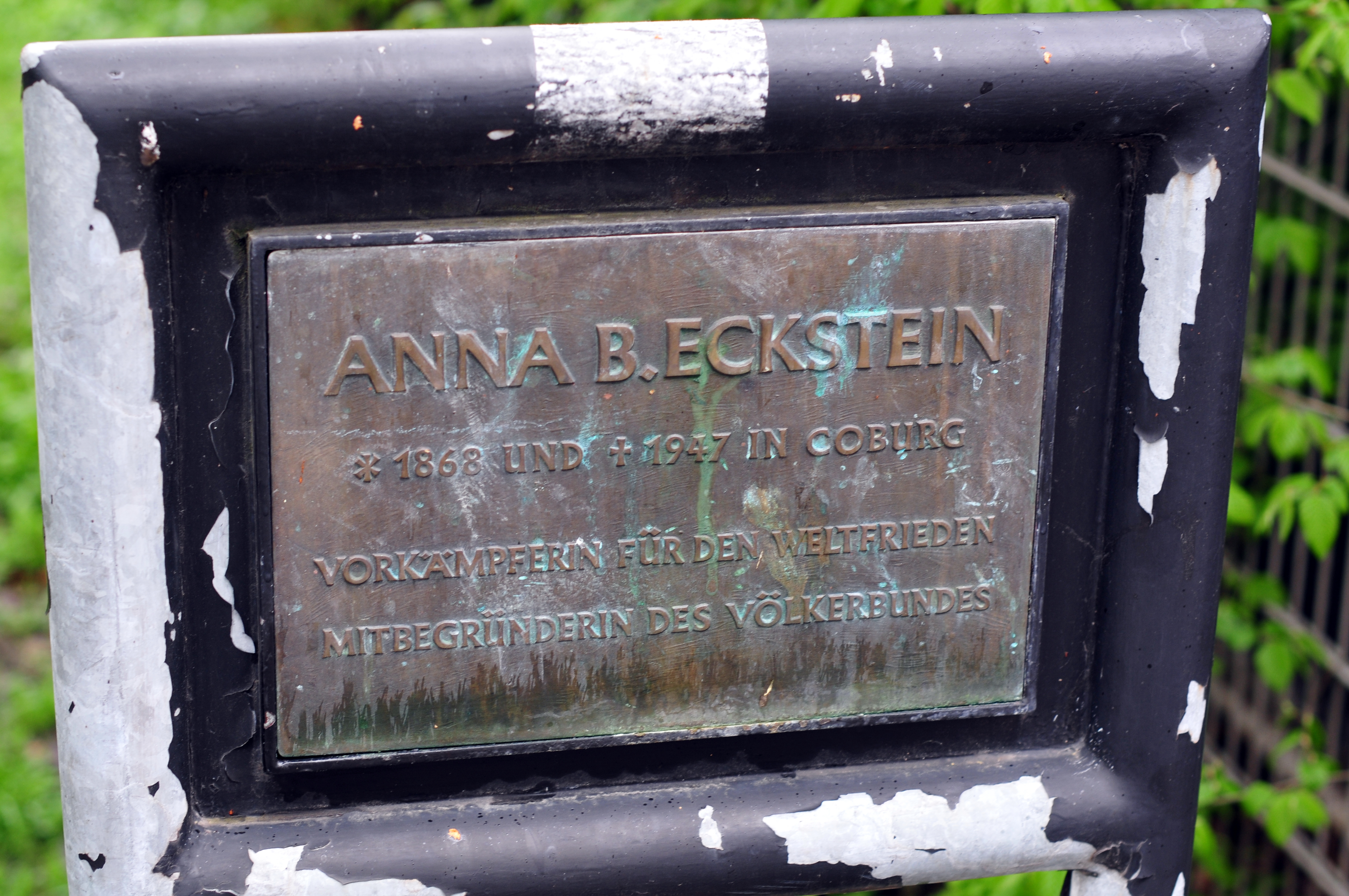
Schild Anna-B.-Eckstein-Anlage

Ihre Unterlagen erhielt die „Swarthmore Peace Collection“ in Philadelphia, USA. 1982 wurde Anna B. Eckstein durch das Friedensmuseum in Meeder neu für Öffentlichkeit entdeckt. Die Stadt Coburg ehrte 1987 Anna B. Eckstein als Vorkämpferin für den Weltfrieden durch die Benennung einer Grünanlage in der Innenstadt nach ihr. 2013 wurde die Grundschule in Meeder in Anna-B.-Eckstein-Schule umbenannt.

## Werke
- Staatenschutzvertrag zur Sicherung des Weltfriedens. Duncker & Humblot, München 1919